# Diplophryxus alphei
Diplophryxus alphei är en kräftdjursart som beskrevs av Sueo M. Shiino 1934. Diplophryxus alphei ingår i släktet Diplophryxus och familjen Bopyridae. Inga underarter finns listade i Catalogue of Life.